# Sjevernomakedonska ženska rukometna reprezentacija
Makedonska ženska rukometna reprezentacija predstavlja državu Makedoniju u športu rukometu.
Krovna organizacija:

## Nastupi na SP
Prvi nastup na Svjetskim prvenstvima za rukometašice izabranice Makedonije imale su u Njemačkoj 1997. godine. U natjecanju po skupinama zauzele su odlično drugo mjesto iza Ruskinja, ali su u četvrtfinalu poražene od domaćih igračica, pa su u konačnom razigravanju za plasman zauzele 7. mjesto.
Makedonke su se plasirale i na sljedeće Svjetsko prvenstvo koje je održano u Norveškoj i Danskoj. U natjecanju po skupinama zauzele su treće mjesto, iza Njemica i Dankinja, ali su opet pokleknule u četvrtfinalu. Ovog puta od njih su bile bolje Rumunjke. U konačnom razigravanju za poredak zauzele su 8. mjesto.
Makedonke su uspješno odradile i kvalifikacije za Svjetsko prvenstvo u Italiji 2001. godine. Ovog puta su u skupini uknjižile samo jedan bod i to protiv Ukrajine, a na kraju su zauzele 21. mjesto od 24 reprezentacije.
Na SP u Rusiji 2005. natjecanje su završile u prvoj fazi natjecanja.

## Nastupi naEP
- Njemačka1994.: ...
- Danska 1996.: ...
- Nizozemska 1998.: 8. mjesto
- Rumunjska 2000.: 8. mjesto
- Danska 2002.: ...
- Mađarska 2004.: ...
- Švedska 2006.: 12.mjesto
- Makedonija 2008.: 7. mjesto